# Mario Mattei

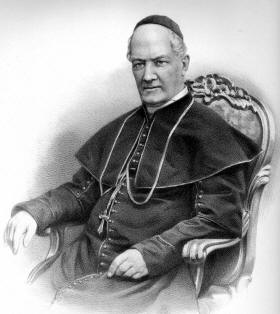
Mario Kardinal Mattei (Gemälde)

Mario Mattei (* 6. September 1792 in Pergola; † 7. Oktober 1870 in Rom) war ein Kardinal der Römischen Kirche und Kardinaldekan.

## Leben
Er entstammte der Adelsfamilie Mattei und studierte ab 1810 an der Päpstlichen Diplomatenakademie. Mattei empfing um 1817 die Priesterweihe und wirkte danach als Prälat an der Kurie. 1822 wurde ihm der Titel eines Päpstlichen Hausprälaten verliehen, in den folgenden Jahren arbeitete er für mehrere Kongregationen der Kurie. 1825 wurde Mattei Kanoniker am Petersdom. 1828 stieg er zum Generalschatzmeister auf, ein Amt, das er bis 1833 bekleidete. 1829 wurde er in die Kongregation für den Wiederaufbau der Basilika Sankt Paul vor den Mauern berufen. Im selben Jahr sprach er sich für eine stärkere Überwachung der Einfuhr von Büchern in den Kirchenstaat aus.
Papst Gregor XVI. ernannte ihn am 2. Juli 1832 zum Kardinaldiakon der Titeldiakonie Santa Maria in Aquiro. Von 1834 bis 1843 war Kardinal Mattei Präfekt der ökonomischen Angelegenheiten der Kongregation De Propaganda Fide. 1836 ernannte ihn Gregor XVI. zum Präsidenten der Kommission für Subventionen und am 2. Dezember 1840 zum Sekretär der Sektion für interne Angelegenheiten im Staatssekretariat des Heiligen Stuhls. Von 1842 bis 1844 war er Kardinalpriester der Titelkirche Santa Maria degli Angeli. 1844 wurde Kardinal Mattei Kardinalbischof von Frascati. Die Bischofsweihe spendete ihm Kardinal Vincenzo Macchi, Bischof von Porto e Santa Rufina, Mitkonsekratoren waren Fabio Maria Asquini, Lateinischer Patriarch von Konstantinopel, und Erzbischof Ludovico Tevoli, päpstlicher Almosenier. Nach dem Tod Gregors XVI. im Juni 1846 war er dessen Testamentsvollstrecker. Mattei nahm am Konklave von 1846 teil, das Papst Pius IX. erwählte. Dieser ernannte ihn 1858 zum Pro-Datar. Von 1860 bis zu seinem Tode im Jahre 1870 war Mattei Dekan des Kardinalskollegiums. Er war auch Apostolischer Legat in Velletri. Kardinal Mattei gehörte zu den Teilnehmern des Ersten Vatikanischen Konzils 1869–1870.
Mario Mattei war nicht unumstritten. Er galt als konservativ und mittelmäßiger Kirchenführer. Andere Stimmen hingegen sahen Kardinal Mattei als einen möglichen Kandidaten auf den Papstthron, der über fundierte Kenntnisse in der Verwaltung des Kirchenstaats verfügte.